# Никозия (Сицилия)
Никози́я (итал. Nicosia) — коммуна в Италии, располагается в регионе Сицилия, в провинции Энна.
Население составляет 13 591 человека (2017 г.), плотность населения составляет 68 чел./км². Занимает площадь 217 км². Почтовый индекс — 94014. Телефонный код — 0935.
Покровителем коммуны почитается святитель Николай Мирликийский, чудотворец, празднование 6 декабря.

## Демография
Динамика населения:

## Администрация коммуны
- Официальный сайт: https://web.archive.org/web/20090510142157/http://www.comune.nicosia.en.it/